# Петренко, Артём Сергеевич
Артём Сергеевич Петренко (бел. Арцём Сяргеевіч Пятрэнка; род. 1 марта 2000, Мозырь, Гомельская область) — белорусский футболист, нападающий клуба «Арсенал» (Дзержинск).

## Карьера

### «Славия-Мозырь»
Начинал заниматься футболом в Мозыре. В 2014 году отправился в Академию АБФФ. После окончания академии вернулся в родной город, где стал выступать за мозырскую «Славию». Первоначально стал выступать за дублирующий состав, однако вскоре стал подтягиваться к играм с основной командой. Дебютировал за клуб 27 августа 2017 года против брестского «Динамо», выйдя в стартовом составе. По итогу сезона занял с клубом предпоследнее место в чемпионате и вылетел в Первую лигу.
Первый матч в Первой лиге сыграл 7 апреля 2018 года против «Чисти». Дебютный гол за клуб забил 12 мая 2018 года в матче против «Слонима». В матче 1 сентября 2018 года против «Сморгони» записал на свой счёт хет-трик. Вместе с клубом стал чемпионом Первой лиги, отличившись за сезон 7 голами.
Сезон 2019 года начинал в дублирующем составе мозырян. Первый матч в сезоне сыграл 25 апреля 2019 года против брестского «Динамо». С мая 2019 года снова закрепился в основной команде. Первый гол в Высшей лиге забил 25 мая 2019 года в матче против минского «Торпедо», отличившись дублем.

### «Рух» Брест
В феврале 2020 года перешёл в брестский «Рух». Дебютировал за клуб 20 марта 2020 года в матче против минского «Динамо». Первоначально был игроком основного состава, однако затем получил травму и пропустил большую часть сезона. После травмы вернулся на поле лишь в октябре 2020 года. Дебютный гол за клуб забил 28 ноября 2020 года в матче против бобруйской «Белшины», также отличившись результативной передачей.
В сезоне 2021 года начинал как игрок замены. Первый матч сыграл 30 апреля 2021 года против мозырской «Славии», выйдя на замену на 88 минуте. Первым голом отличился 22 мая 2021 года в матче против гродненского «Немана».

#### Аренда в «Славию-Мозырь»
В июле 2021 года на правах аренды вернулся в мозырской «Славию» сроком на полгода. Первый матч за клуб сыграл 18 июля 2021 года против «Ислочи», выйдя на замену на 59 минуте. Также весь сезон оставался игроком замены. В декабре 2021 года вернулся в брестский клуб. Зимой 2022 года тренировался в «Рухе», однако в скором времени клуб снялся с чемпионата и футболист снова отправился в аренду в мозырский клуб. Сыграл за клуб всего 5 матчей и в мае 2022 года отправился в армию.

### «Славия-Мозырь»
В июле 2022 года на полноценной основе вернулся в «Славию». Первый матч сыграл 8 августа 2022 года в матче против борисовского БАТЭ, выйдя на замену на 65 минуте. Свой первый гол забил 12 ноября 2022 года в матче заключительного тура Высшей лиги против могилёвского «Днепра». На протяжении сезона оставался в роли игрока замены, проведя 15 матчей во всех турнирах, в которых отличился забитым голом.
Новый сезон начал с матча Кубка Беларуси 5 марта 2023 года против «Слуцка». Первый матч в чемпионате сыграл 2 апреля 2023 года против минского «Динамо», выйдя на поле в стартовом составе. Первую половину сезона футболист провёл как один из основных игроков, однако затем выбыл из распоряжения клуба. По итогу сезона вместе с клубом занял итоговое седьмое место в чемпионате. В феврале 2024 года футболист покинул мозырский клуб, расторгнув контракт по соглашаению сторон.

«Арсенал Дзержинск»
21 февраля 2024 года стал игроком Арсенала из Дзержинска, дебютировал за клуб 17 марта в матче против Торпедо Белаз, выйдя в основном составе. 
По ходу сезона играл не регулярно, выходи как и в стартовом составе, так и начиная игры на скамейке. Имеет 1 матч за дублирующий состав Арсенала. 
Всего за клуб сыграл 17 матчей и забил 2 гола.

## Международная карьера
Выступал за юношеские сборные Беларуси до 17, 18 и до 19 лет.
В марте 2019 года был вызван в молодёжную сборную Беларуси.

## Достижения
«Славия-Мозырь»
- Победитель Первой Лиги: 2018